# Erika Sawajiri
Erika Sawajiri (沢尻 エリカ Sawajiri Erika?, n. 8 de abril de 1986 en Nerima, Tokio) es una actriz, modelo y cantante japonesa. En 2005, protagonizó el drama de televisión 1 Litre of Tears desempeñando el papel de una chica que padecía de degeneración espinocerebelosa.
Era administrada por Stardust Promotion, antes de la cancelación de su contrato a finales de 2009. Debutó como cantante con la discográfica Sony Music Entertainment Japan, bajo el nombre de Kaoru Amane, el cual luego se cambió a Erika. El 10 de septiembre de 2010, se confirmó que había firmado con la etiqueta Avex para la gestión de talento y el lanzamiento de su música.

## Biografía
Es hija de padre japonés y madre argelina, y la menor de tres hermanos. Su padre era dueño de dieciséis caballos de carreras, incluyendo a Edonokoban (エドノコバン), dándole a Erika amplias oportunidades para montar a caballo cuando era niña. A los 9 años, su padre desapareció, y regresó cuando ella estaba en el tercer año de la escuela secundaria, sólo para morir de cáncer en ese mismo año. Cuando estaba en el primer año de la secundaria, su segundo hermano mayor sufrió un accidente de tráfico, el cual le provocó la muerte. Su hermano mayor es un antiguo actor. Su madre administraba un restaurante mediterráneo al que a veces trabajaba. Erika y su familia son muy unidos, por lo que ella utilizaba lo que ganaba con sus sesiones de fotos y otros trabajos para realizar viajes juntos.
Después de graduarse de la escuela primaria en 1999, pasó la audición de Stardust. Posteriormente forma parte de la unidad idol Angel Eyes, y también comenzó a modelar para revistas de moda juvenil como CUTiE y Nicola.

### Controversia
En el estreno de la película Closed Note el 29 de septiembre de 2007, Sawajiri respondió de manera escueta a las preguntas de los periodistas. Luego de muchas críticas por parte de la prensa japonesa, publicó una disculpa en su sitio web. Días más tarde fue invitada al noticiero matutino Super Morning de TV Asahi en el que dio entrevista exclusiva de 120 minutos. Además negó los rumores de una supuesta expulsión por parte de la agencia que la representaba en ese entonces.
Ella planeaba asistir al 12 ° Festival Internacional de Cine de Busan el 6 de octubre de 2007, pero tuvo que cancerlarlo. Fue descubierta en club con Tsuyoshi Takashiro, un hombre 22 años mayor que ella. Regresó a Japón 29 de marzo de 2008 después de casi tres meses en Londres con Takashiro. En su estadía en Londres asistió a una escuela de idiomas. Su familiaridad con el inglés se hizo evidente en el aeropuerto cuando varios artículos de cosmética se cayeron de su bolso, y ella exclamó, "¡Oh, mierda!" Continuó usando principalmente inglés mientras estaba en el aeropuerto, y según los informes, se ha vuelto lo suficientemente fluida como para manejar una conversación ordinaria.
En septiembre de 2009, los medios japoneses comenzaron a publicar informes de que su empresa de gestión, Stardust Promotion, anularía su contrato por razones no reveladas. Su sitio web personal se volvió desprovisto de todo el contenido excepto una línea críptica: "Nos vemos en la próxima etapa". Su madre negó que la terminación de su contrato fuera a causa de abuso de drogas.

### Vida personal
Se casó con el creador de medios de comunicación, Tsuyoshi Takashiro el 20 de enero de 2009 en el Santuario Meiji en Yoyogi. El matrimonio fue registrado el 7 de enero, un día auspicioso según el calendario rokuyo de seis días. El 28 de diciembre de 2013, se divoriciaron oficialmente en una conferencia de prensa, luego de que ambos confirmaran la noticia a través de sus sitios web. Es considerada una de las mujeres más bellas de Japón.

## Filmografía

### Televisión
- Haha ni Naru (NTV, 2017)
- Moumoku no Yoshinori-sensei (盲目のヨシノリ先生) (NTV, 2016)
- Ooku SP (Fuji TV, 2016)
- Yokoso, Wagaya e (Fuji TV, 2015)
- First Class 2 (Fuji TV, 2014)
- First Class (Fuji TV, 2014)
- Akujo ni Tsuite (TBS, 2012)
- L et M: Watashi ga Anata wo Aisuru Riyuu, Sono Hoka no Monogatari (BeeTV, 2012)
- 1 Rittoru no Namida (Especial) (Fuji TV, 2007)
- Taiyou no Uta (TBS, 2006)
- Tenshi no Tamago (TV Asahi, 2006)
- Un litro de lágrimas (Fuji TV, 2005)
- Rei no Kanata e (TV Asahi, 2005)
- Aikurushii (TBS, 2005)
- Mumei (TBS, 2004)
- Sakura Saku made (TBS, 2004)
- Tengoku e no Ouenka Cheers (NTV, 2004)
- Fuyusora ni Tsuki wa Kagayaku (Fuji TV, 2004)
- Hitonatsu no Papa e (TBS, 2003)
- North Point (uHF, 2003)
- HOTMAN (TBS, 2003)

### Cine
| Año  | Título en japonés           | Título en inglés           | Personajes      | Empresa distribuidora |
| 2004 | 問題のない私たち            | Mondai no nai Watashitachi | Maki Shintani   | Asmik Ace             |
| 2005 | パッチギ!                   | Pacchigi!                  | Lee Kyung-ja    | Asmik Ace             |
| 2005 | 阿修羅城の瞳                | Ashurajō no Hitomi         | Yachi           | Shochiku              |
| 2005 | 忍-SHINOBI-                 | Shinobi: Heart Under Blade | Hotarubi        | Shochiku              |
| 2006 | 間宮兄弟                    | Mamiya kyodai              | Naomi Honma     | Asmik Ace             |
| 2006 | シュガー＆スパイス 風味絶佳 | Sugar & Spice              | Noriko Watanabe | Toho                  |
| 2006 | オトシモノ                  | Ghost Train                | Nana            | Shochiku              |
| 2006 | 天使の卵                    | The Angel's Egg            | Natsuki Saito   | Shochiku              |
| 2006 | 手紙                        | Tegami                     | Yumiko Iraishi  | Gaga Communications   |
| 2007 | クローズド・ノート          | Closed Note                | Kae Horii       | Toho                  |
| 2012 | ヘルタースケルター          | Helter Skelter             | Ririko          | Asmik Ace             |
| 2015 | 新宿スワン                  | Shinjuku Swan              | Ageha           | Sony Pictures         |
| 2018 | 不能犯                      | Impossibility Defense      |                 | Showgate              |

## Premios
- 18. Nikkan Sports Movie Award (2005) - por el papel en PACCHIGI!
- 30. Houchi Movie Award (2005) - por el papel en PACCHIGI!
- 15. Tokyo Sports Movie Award (2005) - por el papel en PACCHIGI!
- 79. Kinema Junpo Award (2005) - por el papel en PACCHIGI!
- 29. Nihon Academy Award (2005) - por el papel en PACCHIGI!
- 2006 Elandor Award (2005) - por el papel en 1 Litre of Tears
- 43. Golden Arrow Award (2005) - por el papel en 1 Litre of Tears

## Discografía

### Sencillos
| Nº | Título              | Fecha de lanzamiento    | Nombre      |
| -- | ------------------- | ----------------------- | ----------- |
| 1  | Taiyō no Uta        | 30 de agosto de 2006    | Kaoru Amane |
| 2  | Free                | 4 de julio de 2007      | Erika       |
| 3  | Destination Nowhere | 28 de noviembre de 2007 | Erika       |